# Martin Le Franc
Martin le Franc (* um 1410; † 1461) war ein französischer Autor und Kleriker.

## Leben
Martin le Franc wurde in der Grafschaft Aumale in der Normandie geboren. Er studierte in Paris und erlangte dort den Grad eines Magister Artium, mit dem das Recht erworben wurde, Posten in der Kirche (Pfründen) bekleiden zu dürfen. 1435 war er in unbekannter Funktion in Arras zugegen, als dort der Friedensvertrag zwischen Herzog Philipp dem Guten von Burgund und dem jungen englischen König Henry VI. unterzeichnet wurde, welcher sich 1431 auch zum König von Frankreich hatte krönen lassen. Wenig später nahm Le Franc, ebenfalls in einer nicht näher bestimmbaren Rolle, am Konzil von Basel (1431–48) teil und war im Dienst des Herzogs von Savoyen tätig. Als dieser 1439 vom Konzil zum Gegenpapst Felix V. gewählt wurde, avancierte Le Franc bei ihm zum Apostolischen Protonotar und Sekretär. Dank seines engen Verhältnisses zu Felix konnte er zusätzlich mehrere Domherren-Pfründen und Propsteien kumulieren: 1443 in Lausanne, 1444 in Turin und in Genf. Als Felix 1449 von seinem Amt zurücktrat, wurden alle von ihm vergebenen Posten und Pfründen durch Papst Nikolaus V. bestätigt, so dass Le Franc seinen erfreulichen Besitzstand wahren konnte. Er blieb jedoch in savoyischen Diensten und wurde vom neuen Herzog, Ludwig I., zum „maître de requêtes“ ernannt. 1459 übernahm er die Verwaltung der Abtei von Novalese und war vielleicht auch kurze Zeit vor seinem Tod noch deren Abt.

## Werke
Das wichtigste Werk Martin le Francs ist Le Champion des Dames (= der Kämpfer für die Frauen). Es umfasst 24384 Verse, entstand zwischen 1441 und 1442 und ist Herzog Philipp dem Guten gewidmet. Es erzählt von den edlen Taten zahlreicher Frauen der Geschichte, einschließlich Jeanne d’Arcs. Außerdem wendet sich Le Franc darin leidenschaftlich gegen Korruption und die Verschwendungssucht der Aristokratie. Allerdings wurde auch darauf hingewiesen, dass sich im Champion die im Grunde frauenfeindliche Beschreibung eines Hexensabbats befinde. Das Werk enthält die erste belegte Darstellung einer fliegenden Hexe.
Die offenbar nur kühle Aufnahme des Champion am burgundischen Hof enttäuschte Le Franc, wie er in einem längeren Gedicht beklagt (Complainte du livre „Le Champion des Dames“ a maistre Martin Le Franc son acteur = Klage des Buches „Le Ch. d. D.“ gegenüber seinem Autor M. Le F.). Vielleicht um ihn etwas zu entschädigen, beauftragte Herzog Philipp ihn ein paar Jahre später (1447) mit der Abfassung eines neuen Werkes, des Estrif de Fortune et Vertu, eines moralisierenden Streitgesprächs zwischen der Schicksalsgöttin Fortuna und Virtus, der „Tugend“. Das in Prosa geschriebene Werk, in das auch zahlreiche Passagen in Versform eingefügt sind, entstand in den Jahren 1447–1448, vermutlich überwiegend in Lausanne.
In der Musikgeschichte ist Le Franc für den Ausdruck «la contenance angloise» bekannt. Damit ist der typische, süß-klingende Ton der zeitgenössischen englischen Musik gemeint, wie sie zum Beispiel von John Dunstaple komponiert wurde. Dieser Musikstil hatte einen großen Einfluss auf die burgundische Schule, solange Burgund mit England verbündet war. Über Guillaume Dufay schreibt er, dieser habe „die englische Manier übernommen“ und das mache seine Musik „fröhlich und vorzüglich“.